# Emblema nacional de Turkmenistán
El emblema estatal o escudo de Turkmenistán está compuesto por una estrella de ocho puntas de color verde con bordes dorados. En la parte central del emblema, en el interior de un círculo de color azul que está situado sobre otro de color rojo, aparece representado un caballo Ahal-Teké que es un motivo de orgullo para los turcomanos. El color verde y el color rojo aparecen en este escudo porque han sido venerados históricamente por los turcomanos. Sobre el círculo rojo figuran unos estampados de alfombra turcomana que representan los valores tradicionales y religiosos del país. Los elementos anteriores están rodeados por cuatro espigas de trigo que aluden a la costumbre de dar la bienvenida a los invitados obsequiándoles con sal y pan. Sobre las espigas y el círculo rojo figuran una luna creciente, que es de color blanco y cinco estrellas del mismo color, de cinco puntas cada una.
El creciente simboliza la esperanza del país en un futuro brillante y las estrellas representan a las cinco provincias de Turkmenistán- Ahal, Balkan, Daşoguz, Lebap, y Mary.

## Historia
El emblema estatal de Turkmenistán se creó después de que Turkmenistán se independizara de la Unión Soviética en 1991. Se utilizó una variante redonda del emblema desde 1992 hasta 2003, cuando el presidente Saparmurat Niyazov propuso cambiar su apariencia y dijo que el antiguo octágono turcomano se consideraba un símbolo de abundancia, paz y tranquilidad.  

## Escudo soviético
Antes de independizarse de la URSS, Turkmenistán tenía un escudo similar al de las otras repúblicas soviéticas, con los elementos típicamente comunistas de la estrella roja, la hoz y el martillo y el sol naciente, junto con símbolos agrícolas (algodón, trigo y uvas) e industriales (unas fábricas y un pozo de petróleo) y el lema nacional soviético escrito en ruso y turcomano.
El elemento identificativo ya era un Gul, o dibujo ornamental de las alfombras turcomanas, si bien no representaba ningún motivo tribal tradicional.

Emblema de la República Popular Soviética de Bujará (1920-1925)
Emblema de la República Socialista Soviética de Turkmenistán (1926-1937)
Emblema de la República Socialista Soviética de Turkmenistán (1937-1992)
Escudo de armas de la República de Turkmenistán (1992-2000)
Escudo de armas de la República de Turkmenistán (2000-2003)
Emblema nacional de la República de Turkmenistán (2003-Hasta la actualidad)